# Aulus Postumius Albus Regillensis (Konsul 464 v. Chr.)
Aulus Postumius Albus Regillensis entstammte der römischen Patrizierfamilie der Postumier und war 464 v. Chr. Konsul.

## Leben
Nach dem Ausweis der Fasti Capitolini führte der Vater des Aulus Postumius Albus Regillensis ebenfalls das Pränomen Aulus, sein Großvater hingegen das Pränomen Publius. Da die Fasti Capitolini dem Konsul von 466 v. Chr., Spurius Postumius Albus Regillensis, dieselbe Filiation beilegen, galt er laut dieser Quelle als Bruder des hier behandelten Aulus Postumius Albus Regillensis und ebenso wie dieser anscheinend als Sohn des Konsuls von 496 v. Chr., der am Regillus-See über die Latiner gesiegt haben soll. Plutarch zufolge hätten die beiden Brüder eine Tochter des Publius Valerius Poplicola zur Mutter gehabt.
484 v. Chr. vollzog laut dem römischen Geschichtsschreiber Titus Livius entweder Aulus Postumius Albus Regillensis oder sein Bruder Spurius als – erstmals in der römischen Geschichte bezeugt – eigens dafür bestellter Duumvir die Weihung des von ihrem Vater gelobten Heiligtums für Castor.
Den Höhepunkt seines cursus honorum erreichte Aulus Postumius Albus Regillensis 464 v. Chr., als er gemeinsam mit Spurius Furius Medullinus Fusus zum Konsul aufstieg. In diesem Jahr führte Rom einen gefährlichen Krieg gegen das italische Volk der Aequer, dessen Verlauf die beiden erhaltenen Hauptquellen Livius und Dionysios von Halikarnassos im Wesentlichen übereinstimmend schildern. Demnach sei der Konsul Furius zunächst allein zum Kampf gegen die Aequer ausgezogen, aber von diesen geschlagen worden. Sein in Rom verbliebener Amtskollege Postumius habe aufgrund eines senatus consultum ultimum die Vollmacht zur Ergreifung aller für die Verteidigung des Vaterlandes notwendigen Maßnahmen erhalten. Zwar habe er die Hauptstadt weiterhin nicht verlassen, aber dort die Aushebung von Soldaten organisiert, während Titus Quinctius Capitolinus Barbatus in der Stellung eines Proconsuls mit einem Entsatzheer dem bedrängten Furius zu Hilfe geeilt sei. Augenscheinlich wurde hierbei eine im letzten Jahrhundert der römischen Republik geübte Praxis in das Konsulat des Postumius zurückprojiziert. Nach der Darstellung der Quellen sollen auch auf römisches Territorium vorgedrungene, plündernd umherziehende Scharen feindlicher Soldaten von Postumius besiegt worden sein. Der römische Annalist Valerius Antias, dessen historisches Werk nicht erhalten ist, gab laut Livius sehr exakte Verlustzahlen des Aequerkrieges an, die von Letzterem als nicht sehr glaubwürdig betrachtet wurden.
458 v. Chr. soll Postumius als Gesandter zusammen mit dem dreifachen Konsul Quintus Fabius Vibulanus und dem Konsul von 461 v. Chr., Publius Volumnius Amintinus Gallus, zum auf dem Algidus lagernden Feldherrn der Aequer, Gracchus Cloelius, gegangen sein, um von diesem Rechenschaft für einen von den Aequern begangenen Friedensbruch zu verlangen. Cloelius habe aber die drei römischen Delegierten spöttisch abgefertigt. Diese Episode dürfte als Dublette anzusehen sein; ähnliche, mit dem Namen des Fabius Vibulanus verbundene Gesandtschaften wurden auch für die Jahre 466 und 465 v. Chr. berichtet.